# Santa Margarida de Montbui
Santa Margarida de Montbui är en kommun i Spanien.   Den ligger i provinsen Província de Barcelona och regionen Katalonien, i den östra delen av landet, 500 km öster om huvudstaden Madrid. Antalet invånare är 9 689. Arean är 27,7 kvadratkilometer. Santa Margarida de Montbui gränsar till Igualada, Vilanova del Camí, Orpí, Santa Maria de Miralles, Sant Martí de Tous och Jorba. 
Terrängen i Santa Margarida de Montbui är kuperad åt sydost, men åt nordväst är den platt.